# Осипова Анастасія Олександрівна
Анастасія Олександрівна Осипова (5 січня 1985, Караганда, КРСР, СРСР) — колишня солістка відомої російської жіночої групи «Блестящие» (2007—2015).

## Біографія
На початку 2007 року з групи «Блестящие» пішла Ганна Семенович і на її місце невдовзі була обрана Анастасія Осипова.
Анастасія — дівчина, що володіє багатьма перевагами: красива, чарівна, талановита, розумна.
Попри те, що в колектив вона прийшла зовсім недавно, вона вже зуміла довести, що є професіоналом своєї справи і заслужила визнання глядачів. 
Влітку 2015 пішла з групи.

## Дискографія
- 2008 — Однокласники

## Відеографія
- Червень 2008 — «Одноклассники»
- Листопад 2008 — «Знаєш, милий»
- Вересень 2010 — «Куля»